# Nieurlet
Nieurlet település Franciaországban, Nord megyében. Lakosainak száma 906 fő (2022. január 1.). Nieurlet Lederzeele, Saint-Momelin, Saint-Omer, Clairmarais, Buysscheure és Noordpeene községekkel határos.

## Népesség
A település népességének változása:
| Lakosok száma | 986  | 965  | 964  | 937  | 927  | 917  | 905  | 903  | 906  |
|               | 2013 | 2015 | 2016 | 2017 | 2018 | 2019 | 2020 | 2021 | 2022 |